# Múzquiz
Múzquiz är en kommun i Mexiko.   Den ligger i delstaten Coahuila, i den centrala delen av landet, 1 000 km norr om huvudstaden Mexico City.
Följande samhällen finns i Múzquiz:
- Melchor Múzquiz
- Palau
- Minas de Barroterán
- Tribu Kikapoo
- Barroterán Estación
- Negros Maskogos